# Estádio Antônio Gomes Martins
O Estádio Antônio Gomes Martins, conhecido como Fortaleza, é um estádio de futebol localizado na cidade de Barretos, no estado de São Paulo, pertence à prefeitura municipal de Barretos. 
O seu nome foi uma homenagem ao massagista do Barretos entre 1943 e 1989. Seu portão principal fica entre a Rua 22 e a Avenida Sacadura Cabral.